# Gordes
Gordes (tiếng Occitan: Gòrda in classical norm, Gordo in Mistralian norm) là một xã trong tỉnh Vaucluse thuộc vùng Provence-Alpes-Côte d'Azur ở đông nam nước Pháp. Xã này nằm ở khu vực có độ cao trung bình 373 mét trên mực nước biển.
Các xã giáp ranh gồm: Venasque và Murs về phía bắc, Joucas và Roussillon về phía đông, Goult, Saint-Pantaléon, Beaumettes và Oppède về phía nam và Cabrières-d'Avignon và Saumane-de-Vaucluse về phía tây.

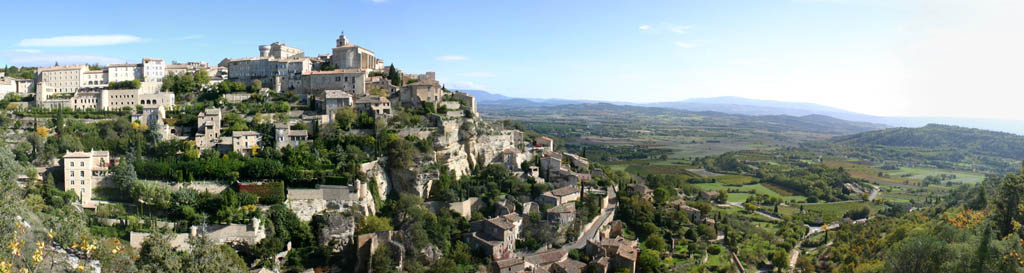
Toàn cảnh Gordes.

Tên gọi "Gordes" xuất phát từ từ Celtic "Vordense". Vordense đã được phát âm Gordenses, sau đó là Gordae/Gordone, và cuối cùng là Gordes 
Khu vực này đã bị đế chế La Mã chiếm.

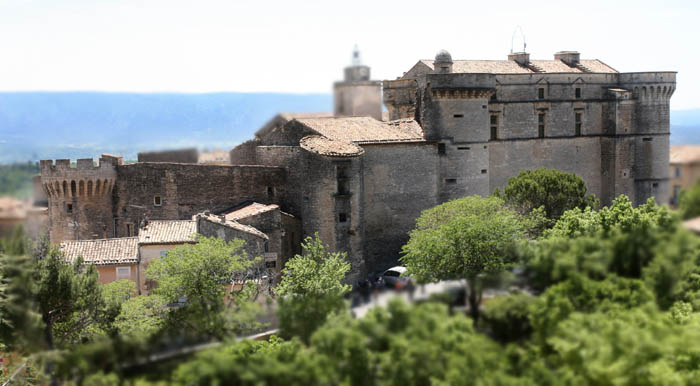
Cảnh thị trấn.

Năm 1031, một lâu đài đã được xây là từ Latinh "castrum" đã được bổ sung, do đó tên gọi thành "Castrum Gordone". Lâu đài được trùng tu năm 1123.